# Friedrich von Wulffen
Friedrich Karl Freiherr von Wulffen  (* 28. Februar 1790 in Geiersthal; † 10. April 1858 in München) war ein deutscher Verwaltungsjurist, Richter und Politiker im Königreich Bayern. Er saß in der Frankfurter Nationalversammlung.

## Leben
Friedrich von Wulffen kam als erstes Kind von Friedrich Lepold Freiherr von Wulffen (1754–1815) und Klara geb. von Riebl (1766–1829) zur Welt. Er studierte an der Ludwig-Maximilians-Universität München Rechtswissenschaft und wurde 1808 Mitglied des Corps Bavaria München. Er war von 1843 bis 1846 Regierungspräsident von Niederbayern und gehörte 1848/49 als Mitglied des rechten Zentrums zur Frankfurter Nationalversammlung (Fraktion: Café Milani). Ab 1855 war er Präsident des höchsten Gerichts in Bayern, des Oberappellationsgerichts Münchens in München. Verheiratet war er mit Aloysia Hennebrith von Henneberg (1799–1860), der Ehrendame des St. Annen-Ordens. Mit ihr hatte er ihr sechs Kinder. Er starb mit 68 Jahren.